# Sillon occipital antérieur
Le sillon occipital antérieur  de Wernicke est un sillon parcourant la surface externe du cerveau. C'est un sillon variable et profond qui descend sur la face latérale arrière du cortex, dans le prolongement ou en avant de l'incisure préoccipitale de Meynert. Il sépare le lobe temporal du lobe occipital.
|                            |                                    |
| Sillon occipital antérieur | Vue externe de l'hémisphère gauche |